# 大黃斑普提魚
大黃斑普提魚，又稱紅狐鯛，俗名三齒仔、紅娘仔、瀧暹羅、日本婆仔，為輻鰭魚綱鱸形目隆頭魚亞目隆頭魚科的其中一種。

## 分布
本魚分布於印度太平洋區，包括東非、馬達加斯加、留尼旺、模里西斯、馬爾地夫、斯里蘭卡、印度、日本、台灣、中國沿海、菲律賓、印尼、馬來西亞、越南、泰國、澳洲、新幾內亞、新喀里多尼亞、帛琉、密克羅尼西亞、馬紹爾群島、諾魯、吐瓦魯、加羅林群島、索羅門群島、夏威夷群島、吉里巴斯、斐濟、東加、法屬玻里尼西亞、美屬薩摩亞、西薩摩亞、美國加利福尼亞州等海域。

## 深度
水深3至40公尺。

## 特徵
本魚長型，側扁；頭尖，吻長；背鰭前方頭部輪廓稍凸。眼大，上位。上下頜兩側具一小且向前突出犬齒。頰部與鰓蓋被鱗。幼魚呈金黃色，在身體中央部分有條白色橫帶自背鰭向下延伸，但並未達腹側，其後有枚黑色大圓斑覆蓋在背鰭及背部，尾鰭成截形。成魚的尾鰭上下葉突出，體呈深粉紅色，頭及身體的前半部有許多小黃斑散布，其後背側有一枚白色橫斑，背鰭及臀鰭的硬棘部為黑褐色，軟條部則為紅黃相間，尾鰭亦為紅黃相間。背鰭硬棘12枚、背鰭軟條10枚、臀鰭硬棘3枚、臀鰭軟條12。體長可達40公分。

## 生態
本魚棲息在較深的珊瑚礁，多為單獨行動，白天於礁區覓食，夜晚則棲於石縫，以底棲性無脊椎動物為主食。

## 經濟利用
食用性魚類，肉質帶膠，適合紅燒。另外其色彩鮮豔，亦可作為觀賞魚。